# Thanatus validus
Thanatus validus är en spindelart som beskrevs av Simon 1875. Thanatus validus ingår i släktet Thanatus och familjen snabblöparspindlar.
Artens utbredningsområde är Algeriet. Inga underarter finns listade i Catalogue of Life.